# حزب الأنصار
حزب الأنصار هو حزب سياسي في مصر. وهو واحد من ثلاثة أحزاب تنتمي إلى شبكة الأحزاب السياسية التي يتزعمها حازم صلاح أبو إسماعيل. الحزبان الآخران هما حزب الأمة المصري وحزب الراية. كان يمكن أن يكون الحزب جزءًا من تحالف يضم حزب الشعب وحزب البناء والتنمية وحزب الفضيلة. إلا أن حازم أبو إسماعيل شكل تحالفًا يسمى تحالف الأمة بدون حزب الأنصار.